# Čellisti
Čellisti je česká obdoba finské skupiny Apocalyptica, jejíž zvláštností je interpretace původně heavy metalových skladeb osobitým způsobem aranžovaných pro violoncello. Skupina je složena ze tří (původně čtyř) klasických violoncellistů; kromě heavy metalu hraje též klasickou hudbu.
Kapela hraje například coververze kapel Metallica, Nirvana, Black Sabbath, Red Hot Chili Peppers.

## Členové skupiny

### Současní
- Petr Šilar - cello
- Michal Benda - viola
- Petr MIfek - bicí

### Dřívější
- Tomáš Reimont (nyní hraje v kepele VPR)
- Eva Pilařová
- Jan Ericson
- Lukáš Báchor
- Jan Hlubocký
- Jan Gerhart
- Vít Vomáčko

## Diskografie
- Čellisti (2004)

### Kompilace
- Demo (2010)